# Eddy megye (Észak-Dakota)
Eddy megye az Amerikai Egyesült Államokban, azon belül Észak-Dakota államban található. Megyeszékhelye és legnagyobb városa New Rockford. Lakosainak száma 2347 fő (2020. április 1.). Eddy megye Foster, Benson, Nelson, Griggs és Wells megyékkel határos.

## Népesség
A megye népességének változása:
| Lakosok száma | 2383 | 2356 | 2374 | 2404 | 2365 | 2347 |
|               | 2010 | 2011 | 2012 | 2013 | 2015 | 2020 |